# Arteria intercostalis anterior
Die Arteriae intercostales anteriores (Singular Arteria intercostalis anterior, „vordere Zwischenrippenarterie“) sind beidseitig segmentale Schlagadern der Brustwand. In der Tieranatomie werden sie als Arteriae intercostales ventrales bezeichnet. Die Zwischenrippenarterien der oberen sechs Intercostalräume entspringen beim Menschen aus der Arteria thoracica interna, die übrigen aus der Arteria musculophrenica.
Pro Intercostalraum sind beim Menschen gewöhnlich zwei vordere Zwischenrippenarterien ausgebildet. Eine zieht, zusammen mit der gleichnamigen Vene und Nerv, am Unterrand der jeweiligen Rippe entlang, die zweite am Oberrand der Folgerippe. Sie versorgen dabei die Muskulatur und die Haut des entsprechenden Intercostalraums. In Richtung Rücken anastomosieren sie mit den hinteren Zwischenrippenarterien.